# Napier Cub
Il Napier Cub era un motore aeronautico sperimentale ad X raffreddato a liquido prodotto dall'azienda britannica Napier Aero Engines negli anni venti.
Il Cub rimase l'unico esempio di motore ad X prodotto dall'azienda britannica, anche a causa della grande difficoltà nella messa a punto, mai risolta completamente, tipica di questa inusuale architettura di motore. Tuttavia, dopo averlo fatto girare al banco per la prima volta nel 1919, venne montato sul bombardiere biplano Avro Aldershot e portato in volo per la prima volta il 15 dicembre 1922.

## Velivoli utilizzatori
Regno Unito
- Avro Aldershot
- Avro 557 Ava
- Blackburn Cubaroo